# Svatopluk Pitra
Svatopluk Pitra (9. března 1923, Štěnec – 15. července 1993, New York, USA) byl český grafik, ilustrátor, karikaturista, výtvarník animovaných filmů a malíř.

## Život

### Život a dílo v Československu 1923—1963
Narodil se 9. března 1923 ve vesničce Štěnec u Vysokého Mýta. Dětství prožil v bývalém mlýně u matčiných rodičů. V roce 1929 se společně s matkou a starším bratrem Bohumilem přestěhoval do Poděbrad, kde začal chodit do obecné školy. Ještě po mnoha letech si pamatoval svůj první školní úkol: nakreslit šest řádků svislých čárek, které se postupně měnily na jedničky.
Od roku 1935 navštěvoval gymnázium ve Vysokém Mýtě. Vzhledem ke špatnému prospěchu musel v kvartě odejít na dvouletou Meliorační školu, kterou úspěšně dokončil. Během dvouleté základní služby byl v letech 1945 až 1947 přidělen ke kartografům. Poté nastoupil do chomutovských Válcoven trub jako technický kreslič. Odměnou za objev chyby v technické dokumentaci dostal v roce 1951 doporučení k vysokoškolskému studiu a byl přijat do Speciálního ateliéru kresleného a loutkového filmu profesora Adolfa Hoffmeistera na Vysoké škole uměleckoprůmyslové v Praze. K jeho spolužákům patřili Vratislav Hlavatý, Zdeněk Kirchner, Ladislav Rada, Šárka Kašpaříková (Šefranková) nebo Jaroslava Nesvadbová. Během studií se oženil a krátce poté opět rozvedl s Milicou Kudrnovou, která se stala matkou jeho jediného syna Torstena.

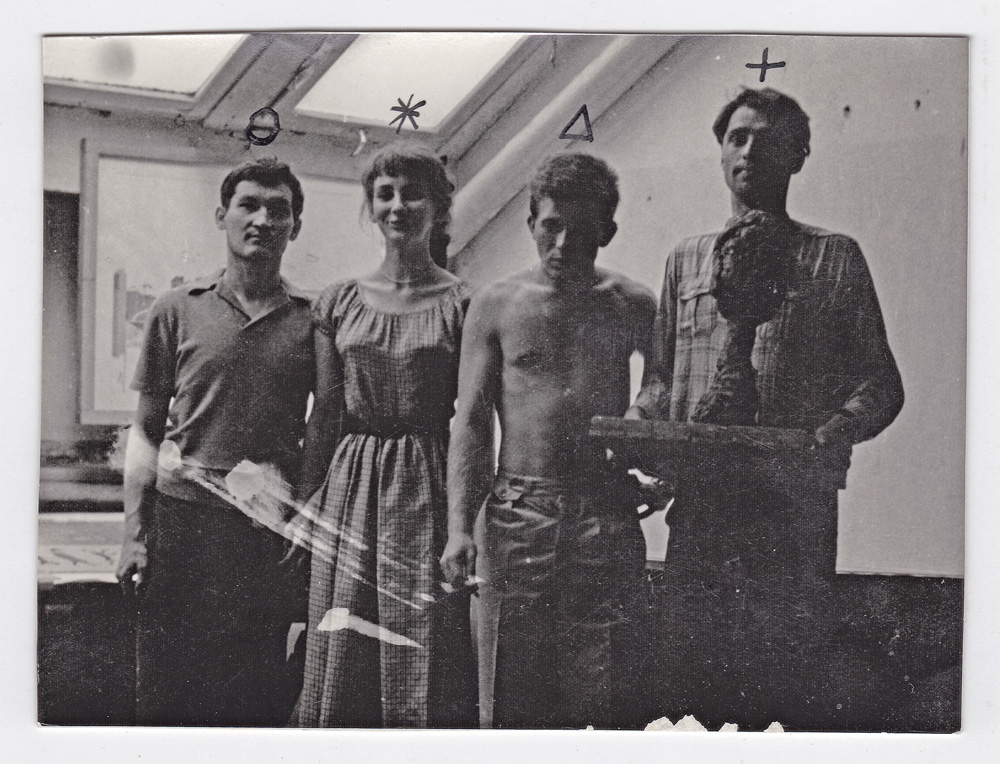
Svatopluk Pitra, Šárka Kašpaříková, Zdeněk Kirchner a Vratislav Hlavatý v ateliéru kresleného a loutkového filmu na VŠUP, 1956.

Při práci v ateliéru se Pitra nevyhýbal kreslení podle modelu, ale velmi rychle nalezl vlastní styl, zpočátku opřený o pravítko a křivítka, s nimiž konstruoval výrazné figury, formované pevnou linií a ostrými kontrasty černých a bílých ploch. Stejně suverénně zacházel i s písmem, které v podobě nejrůznějších návěští a etiket umisťoval do svých kreseb. Pitra obdivoval kresby Františka Bidla a především portrétní zkratky svého profesora Adolfa Hoffmeistera, pro nějž byla karikatura „maskou, která je pravdivější než tvář“.
Také Pitra chápal kresbu jako záznam vnitřního života, který by měl být podán co možná nejúspornějšími výrazovými prostředky.
Ačkoliv byl v kontaktu s významným představitelem meziválečné avantgardy, neměl během studií snadný přístup k informacím o historii ani o vývoji karikatury za železnou oponou. Výmluvné je svědectví o potížích, na které narazil při snaze vypůjčit si v Univerzitní knihovně prvorepublikový časopis Simplicus. I když Pitrovi nakonec vyhověli, nejprve jej prý „podrobili výslechu“, k čemu časopis potřebuje a pak vyžadovali „potvrzení o skutečné potřebě věc studovati“.
První výstavu absolvoval Pitra se spolužákem Vratislavem Hlavatým v roce 1957 v prestižní pražské galerii Československého spisovatele. Původně měl v bývalém Topičově salonu vystoupit i sám profesor Hoffmeister, který však v naprosté tajnosti přenechal celý prostor svým dvěma studentům. Na vernisáži výstavy Karikatur a jiných nepříjemností je představil jako novou naději pro českou humoristickou kresbu, která podle jeho slov skomírala v rubáši ze stránek Dikobrazu. Pitra na výstavě představil karikatury a fotomontáže, ukázky z absolventského kresleného filmu Klobouk ve křoví, protiválečné a reklamní plakáty, návrhy obalů gramodesek i knižních obálek.
Miloš Macourek ocenil v recenzi výstavy Pitrův „břitký vtip a politickou zainteresovanost“ a vyslovil přesvědčení, že se autor nepochybně brzy prosadí v široké oblasti praktického grafického umění. V předpovědi se nezmýlil. Pitra začal po dokončení školy pracovat jako grafik pro domácí i zahraniční veletrhy; podílel se mimo jiné i na realizaci výstavní grafiky pro československý pavilon na Světové výstavě EXPO 58 v Bruselu. Podobně jako jeho spolužák Ladislav Rada navrhoval také inzeráty, plakáty a obaly desek pro Gramofonové závody – Supraphon.
Počátkem roku 1959 obeslal souborem karikatur soutěž, kterou vyhlásila redakce Literárních novin. V konkurenci více než osmi set účastníků uznala porota Pitrovy satirické kresby za nejzajímavější, „výtvarné jasné, až ke krutosti přísné“.
Cena Literárních novin potvrdila významné místo, jež Pitra na přelomu padesátých a šedesátých let zaujal v okruhu karikaturistů, sdružených ve skupině Polylegran.
Kreslíři opouštěli ilustrované anekdoty a upovídanou komunální satiru, přestávali používat dialogy i monologické titulky a začali zkoumat možnosti sémantického kódování samotné kresby. Někteří vynalézali důvtipné absurdity, jiní hledali univerzální řeč ve spletitém světě čar.
Nevyhýbali se přitom ani politickým tématům, jak dokládá velká výstava antifašistických a protiválečných karikatur Být či nebýt, uspořádaná v roce 1961 ke 40. výročí založení KSČ.
Svatopluk Pitra se výstavy zúčastnil společně s Adolfem Bornem, Oldřichem Jelínkem, Miroslavem Liďákem, Vladimírem Hlavínem, Vladimírem Jiránkem, Václavem Kabátem, Jiřím Kalouskem, Milanem Kopřivou, Jaroslavem Malákem, Zdeňkem Mézlem, Jiřím Šalamounem, Františkem Skálou starším, Bohumilem Štěpánem, Jiřím Tomanem, Josefem Žemličkou, Jiřím Žentelem a Jaroslavem Weiglem.
Činnost kreslířů ze sdružení Polylegran se měla stát „svéprávnou uměleckou disciplínou“, která „pracuje básnickými metaforami jako poezie, konflikty jako drama, řazením překvapivých kontrastů a souvislostí jako filmová montáž“.
Patronem nové vlny českého výtvarného humoru se sice stal Adolf Hoffmeister, avšak genealogické linie ukazovaly spíš k západním umělcům jako byl Raymond Peynet, Jean-Maurice Bosc, Maurice Sinet a především Saul Steinberg, který českým kreslířům ukázal, že čáru je možné „vést takovým způsobem, až by odhalila směšnou stránku skutečnosti hlouběji než promyšlená replika, až by vzbudila úžas, rozpaky, odpor a smích dohromady“.
První český výbor Steinbergových kreseb se na pultech českých knihkupectví objevil v roce 1959 s obálkou od Svatopluka Pitry, který předchozího roku debutoval v knižní ilustraci, když svými ostře řezanými charaktery doprovodil sbírku satirických textů Jiřího Roberta Picka Kladyátor. Na konci padesátých let Pitra ilustroval také Jirotkova Saturnina a Vachkův satirický román Až se ucho utrhne. Oba tituly vyšly v Edici humoru a satiry, kterou vydávalo nakladatelství Československý spisovatel.
Pitrovy kresby výstižně charakterizoval umělcův přítel, karikaturista, ilustrátor a výtvarník animovaných filmů Jaroslav Malák:
„K lidstvu jako celku i k zobrazovaným jednotlivcům je (Pitra) krutě kritický. Maluje sice velice krásný slečny, leč všechny jsou to pěkný potvory [...]. S druhou částí populace, tedy s muži, zachází Pitra ještě hůř. Neznám žádnou Pitrovu kresbu, která by znázorňovala vzorného manžela, dobrého otce a živitele milé rodinky. Zato podvodníků, falešných hráčů, gangsterů, zkorumpovaných policistů, detektivů a nejpodivnějších individuí nakreslil Pitra přehršel.“
Celou galerii takových charakterů můžeme najít v Pitrových ilustracích k detektivním povídkám Alexandra Grina, Agathy Christie, Dashiella Hammetta, Seičó Macumota a Georgese Simenona, které vycházely v roce 1962 v sedmém ročníku revue Světová literatura.
Častým motivem Pitrových kreseb byly také dopravní prostředky: motocykly, auta, letadla nebo vrtulníky. Obdiv k moderní technice sdílel se svými vrstevníky Dobroslavem Follem nebo Teodorem Rotreklem, kteří společně s dalšími spolužáky z VŠUP vytvořili na konci padesátých let jádro umělecké skupiny Radar. U Pitry však přece jen převažoval zájem o lidský charakter. Je to patrné i na kresbách ke Ztracené věčnosti Clifforda D. Simaka v antologii Labyrint (SNKLU, 1962), uspořádané Adolfem Hoffmeisterem.
V době, kdy pozoruhodný sborník západních vědecko-fantastických povídek vyšel, se už Pitra plně věnoval výtvarným návrhům pro kreslené i loutkové filmy ve studiu Bratři v triku.

### Výtvarník animovaných filmů 1957—1963
První Pitrovy animované filmy vznikly v reklamním podniku Propag, kde navrhl loutky pro snímek režiséra Josefa Klugeho o rodinných nákupech v obchodních domech Vánoce (1957). Nakreslil a také sám režíroval Atomové století (Včasný nákup paliva) (1957). Jako výtvarník a režisér je uveden rovněž u reklamních snímků Nápad s nebes (1957) a Tak se to nedělá (1957), které propagovaly výhody nově zaváděného samoobslužného prodeje.
Ze čtyřdílné série Samoobsluha se pravděpodobně zachoval pouze snímek Co si kdo žádá, k němuž nakreslil ilustrativní anekdoty Pitrův kolega Jaroslav Malák, kmenový kreslíř Dikobrazu a jeden ze zakladatelů sdružení karikaturistů Polylegran.
V roce 1959 se Pitra podílel na filmovém experimentu Tucet mých tatínků, v němž režisér Eduard Hofman použil práce třinácti různých výtvarníků. Pitra pro tuto „tragickou grotesku“ navrhl charakter tatínka-fotografa. Výtvarníky filmu byli vedle samotného režiséra Eduarda Hofmana, který nakreslil postavu strážníka, Jiří Brdečka (potápěč), František Freiwillig (kapitán lodi), Vladimír Hlavatý (plavčík), Adolf Hoffmeister (vědec), Ota Janeček (bubeník), Josef Kábrt (operní pěvec), Jaroslav Kándl (malíř), Vladimír Lehký (student), Kamil Lhoták (pilot), Jaroslav Malák (kadeřnik) a Zdeněk Miler (holčička a maminka).
K satirické grotesce Tři muži (1959) režiséra Vladimíra Lehkého přispěl maximálně zjednodušenou kresbou, připomínající panáčky z animovaných grotesek Émila Cohla. Moralita o následcích nezodpovědného chování získala ocenění na Mezinárodním festivalu v Benátkách. Pitra však nedostal povolení vycestovat, které by mu umožnilo cenu osobně převzít.
Ploškové i plastické loutky navrhl Pitra k filmu režiséra Břetislava Pojara Jak zaříditi byt (1959). V krátkém úvodu snímek vtipně shrnul prehistorii i dějiny nábytkové kultury, aby pak propagoval racionální umístění moderního domácího vybavení.
Jako výtvarník se Pitra podílel i na filmu Břetislava Pojara a Jiřího Brdečky Sláva (1959). Děj příběhu o komínu, který nekouřil jen tak, ale přímo umělecky, byl sice situován do velkoměsta západního střihu, které zřejmě leželo daleko za hranicemi socialistického Československa, ale je možné jej číst jako ilustraci známého přísloví o pomíjivosti každé světské slávy.
Ve srovnání s ostře ironickými karikaturami snobských konzumentů uměleckých senzací byly loutky, které navrhl pro animovaný film Bohuslava Šrámka Pštros (1960), výrazně shovívavější. Přívětivě zaoblené byly také postavy loutkového filmu Plivník dlaždiče Housky (1961), který podle stejnojmenné povídky Karla Michala natočil režisér Stanislav Látal.
Povahu jednotlivých aktérů morality o bezostyšném kariérismu dotvořil jedinečným způsobem hlas Rudolfa Deyla mladšího, který přesvědčivě ztvárnil Houskovu nerozhodnou odevzdanost, samolibé pedantství podnikových úředníků i plivníkovu maniakální energii.
Vytříbeným spojením stylové „bruselské“ grafiky s písmem se vyznačují Pitrovo výtvarné řešení filmu Cecilie 470 (1961), který podle námětu Miloše Macourka natočil režisér Jan Karpaš.
Obdobné výtvarné pojetí uplatnil Pitra také v ploškovém filmu režiséra Bohuslava Šrámka Blecha (1961), pojednávajícím o nepatrné bytosti, posedlé megalomanickým bludem.
Svatopluka Pitru, který byl v té době přímo zavalen prací, tížil oprávněný pocit nedostatečného ocenění. Rozpor mezi svými schopnostmi a jejich žalostným finančním ohodnocením nesl stejně těžce, jako vysilující a marné hledání vlastního ateliéru.
Po agitce Tři muži na rybách (1962), upozorňující na výhody vícesměnného provozu, se posledním filmem, na němž Pitra v Československu pracoval, stal osvětový snímek režiséra a scenáristy Jiřího Brdečky Tak na to?. Když se nápaditý a vtipný film o nutnosti dodržovat správné návyky při hubnutí dostal v polovině roku 1963 do českých kin, nebylo už jméno výtvarníka v titulcích uvedeno.

### Americká léta 1963—1993
Pitra totiž na jaře 1963 využil leteckého výletu na Kubu, který pro tvůrčí pracovníky uspořádala Československá televize a Krátký film, a při návratu, během mezipřistání na letišti v kanadském Halifaxu, požádal o politický azyl.
Úspěšný a sebevědomý čtyřicetiletý grafik nepochyboval, že se v novém prostředí prosadí stejně dobře, jako předtím v Československu. Začátky byly opravdu slibné. Pitra získal práci ve vládní produkční a distribuční společnosti National Film Board of Canada jako výtvarník reklamních a propagačních filmů.
Dobře placené zaměstnání ovšem přijal jen jako dočasné řešení, než se naučí anglicky a dostane povolení vycestovat do Spojených států.
Spokojený byl především s vlastním bydlením a pak také s ohromným množstvím levných jazzových gramodesek. V noci se mu sice zdávalo o divokých honičkách s pražskými policajty, ale cítil se konečně svobodný. Začal pracovat na kresleném filmu The Kind Dictator (Laskavý diktátor), jehož námět hodlal nabídnout některému kanadskému nebo americkému producentovi. Své přítelkyni a bývalé spolužačce z VŠUP Ireně Bryndové tehdy poslal do Prahy kresbu, na níž se „pan Chruščov“ s injekční stříkačkou v ruce blížil k obnažené zadnici spoutané oběti.
Vzhledem k obtížné výslovnosti křestního jména Svatopluk se během pobytu v Kanadě začal podepisovat jako S. Paul Pitra. Později své práce signoval značkou ART-TIP, slovní hříčkou s ananymem příjmení.
V Praze byl mezitím odsouzen za nedovolené překročení státní hranice ke třem letům odnětí svobody a propadnutí majetku. Práce, které tehdy Státní bezpečnost zabavila, jsou dnes nezvěstné.
V červenci 1964 konečně dostal povolení k pobytu ve Spojených státech. Podobně jako Vladimír Fuka, kterého první návštěva New Yorku nadchla a inspirovala k celé řadě kreseb, také Pitra považoval americkou metropoli za místo, kde nesnesitelný labyrint obstrukcí konečně vyústí do svobodného světa.
Byl to ovšem také svět s docela odlišnými pravidly a některým z nich nedokázal porozumět.
Obdivoval sice americké automobily, ale v tom, co považoval za umění, neměl žádné pochopení pro sériovou produkci.
Některými projevy americké populární kultury byl šokován a v jednom z dopisů Ireně Bryndové si postěžoval:
„Zdejší občané jsou na úrovni domorodců ze střední Afriky! Líbí se jim hlavně to, co se leskne nebo třpytí!“
O něco později přehodnotil také prvotní nadšení New Yorkem, když domů napsal, že kromě neonů na broadwayském bulváru vypadá zbytek velkoměsta „jako Královské Vinohrady v noci“.
V létě 1965 se pokusil svůj výrazně expresivní styl kresby uplatnit v soutěži na výzdobu letiště v Buffalu. Pro čtyřicetimetrovou betonovou plochu navrhl figuru s vysokým cylindrem a vlajkou Spojených států.
S tímto námětem sice neuspěl, ale koncem téhož roku získal zakázku na grafické práce pro Světovou výstavu EXPO 67 v Montrealu. Objednávka mu sice přinesla vytoužené existenční zajištění, ale umělecké ambice uspokojit nedokázala.
Jiné to nebylo ani v dalším zaměstnání ve vydavatelství pohlednic Hallmark, kde mohl uplatnit svou mimořádnou prostorovou představivost a technické nadání při navrhování trojrozměrných papírových modelů dopravních prostředků, které byly složené v deskách a při jejich otevření vyvstávaly do prostoru.
Ve volných chvílích zhotovoval loutky a rekvizity pro animované filmy, na nichž chtěl za příznivějších podmínek začít pracovat.
K většímu finančnímu obnosu, který by realizaci filmových projektů umožnil, však nepomohlo ani patentované řešení způsobu parkování automobilů do těsných prostorů.
„Udělený patent chránil (Pitrův) vynález po dobu dvaceti let, do roku 1988. Dalo se čekat, že některá automobilka projeví zájem o jeho využití v praxi. Ale to se nestalo. Teprve roku 2005 zveřejnila popis téměř shodného řešení automobilka Nissan v Japonsku...“
Po pěti letech čekání na povolení vycestovat do zahraničí, přiletěla začátkem srpna 1968 do New Yorku Pitrova partnerka Irena Bryndová. Naplánovali si společný návrat do Prahy, který však definitivně ztroskotal po sovětské okupaci Československa. S vyhlídkou na dlouhodobý pobyt ve Spojených státech si Irena Bryndová našla práci jako textilní výtvarnice a v říjnu 1969 uzavřela se Svatoplukem Pitrou sňatek.
Pitra se sice nevzdával myšlenky na tvorbu animovaných filmů, ale nedařilo se mu najít pro své projekty producenta. Nechal si proto z Vídně přivézt animační kameru a v newyorském bytě pro ni zkonstruoval stativ i elektrické ovládání. Postup prací však neustále narážel na nedostatek financí a film Laskavý diktátor zůstal nedokončený. V umělcově pozůstalosti se dochoval pouze strojopisný text scénáře a několik kreseb.
Po desetiletém pobytu v Americe se u Svatopluka Pitry projevily následky dlouhodobě neléčené cukrovky.
Nepřestával sice kreslit, ale výsledky své práce už nepublikoval. Vedle barevných kreseb, které poprvé vystavil až počátkem devadesátých let v Praze, se začal věnovat také malbě. Opět jej zajímaly především figurální motivy; tentokrát to byly tlumeně barevné postavy, které často upíraly pohled přímo na diváka.
Na obrazech se objevily také zátiší a nostalgická ohlédnutí za vzdálenou českou krajinou.
Zatímco na konci padesátých let konstruoval přísné vertikály výškových budov, mezi newyorskými mrakodrapy maloval křivolaké uličky, lemované domky s červenými sedlovými střechami.

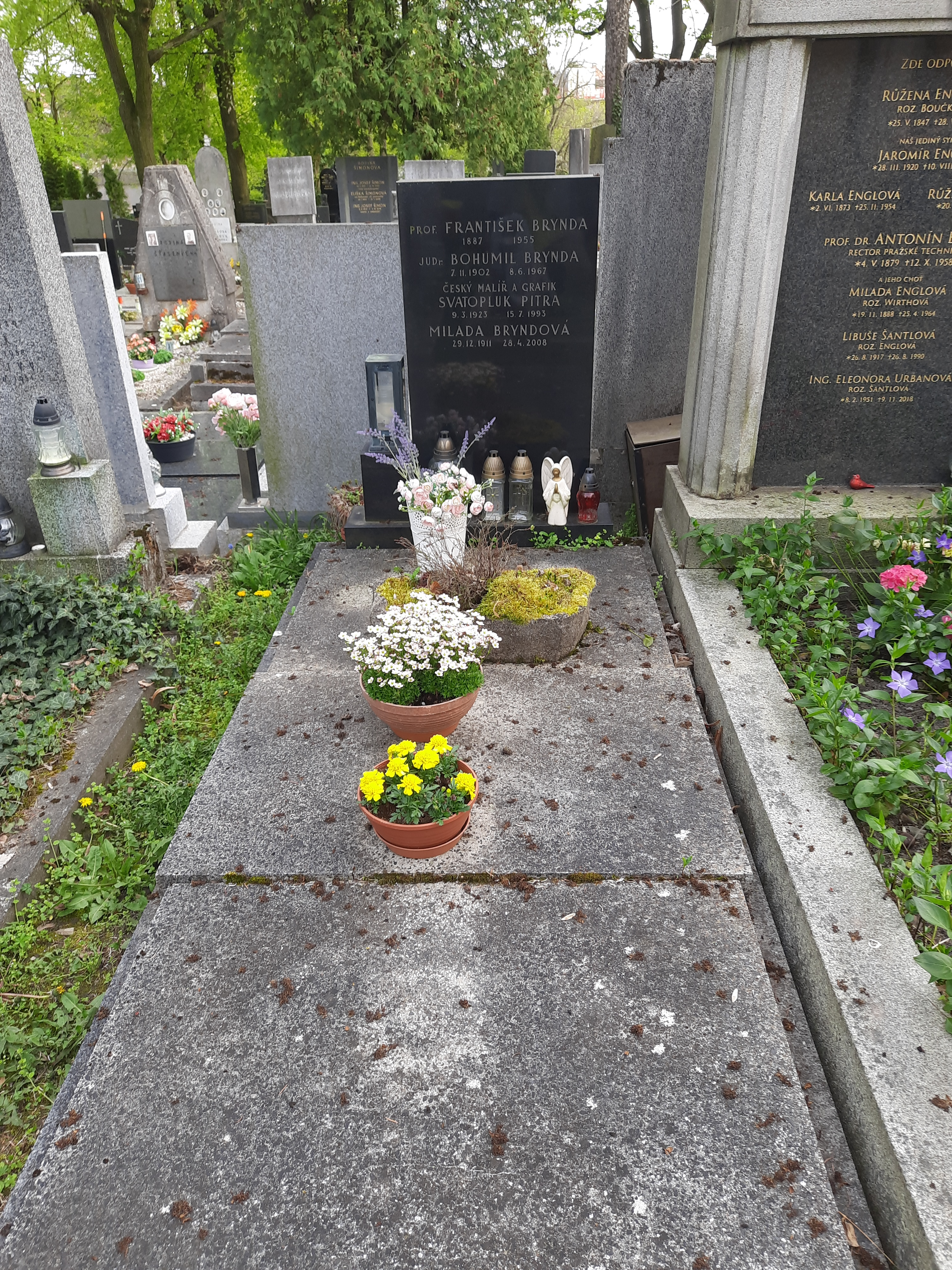
Hrob na Šáreckém hřbitově

Do Československa se Pitra podíval jako občan Spojených států až v roce 1976. První improvizovanou výstavu mu v redakci Mladé fronty uspořádali přátelé z Polylegranu, Jaroslav Malák a někdejší grafik Mladého světa Jaroslav Weigel, až po pádu komunistického režimu v roce 1991.
Pitra se však natrvalo do Prahy nevrátil. Žil v New Yorku až do své smrti v červenci roku 1993. Pohřben byl na Šáreckém hřbitově v Praze.

## Dílo

### Výstavy
- 1957 – Výstava karikatur a jiných nepříjemností Svatopluka Pitry a Vratislava Hlavatého, galerie Československý spisovatel, Praha
- 1961 – Být či nebýt, kolektivní výstava protifašistických a protiválečných karikatur, galerie Československý spisovatel, Praha
- 1961 – 40 let české politické karikatury, Dům pánů z Kunštátu, Kabinet grafiky, Brno
- 1963 – Výtvarný doprovod čs. gramofonové desky, Severočeské muzeum v Liberci, Liberec
- 1991 – Svatopluk Pitra, inzertní kavárna Mladé fronty „U jednorožce“, Praha
- 1997 – Das tschechische Plakat der sechziger Jahre, Rosgartenmuseum, Konstanz (Kostnice)
- 1997 – Český plakát 60. let ze sbírek Moravské galerie Brno, Uměleckoprůmyslové muzeum, Brno
- 2007 – Svatopluk Pitra: Obrazy, kresby, Galerie U Betlémské kaple, Praha
- 2010 – Svatopluk Pitra (1923–1993), Městská galerie Vysoké Mýto
- 2013 – SVATOPLUK PITRA, S.P. SVATOPLUK PITRA P.S. POSLEDNÍ SETKÁNÍ, Galerie Nová síň, Praha

### Katalogy kolektivních výstav
- Beze slov. Kniha kresleného humoru. [Úvod] Miroslav Horníček. Praha: Mladá fronta, 1960
- Být či nebýt. [Sborník ke 40. výročí komunistické strany Československa], Havlíčkův Brod: Krajské nakladatelství, 1961
- 40 let české politické karikatury. Katalog výstavy. [Úvod] Adolf Hoffmeister. Brno: Dům umění, 1961
- Český plakát 60. let ze sbírek Moravské galerie Brno. Czech posters of the ’60s from the collections of the Moravian Gallery Brno. [Úvodní text Marta Sylvestrová]. Brno: Moravská galerie, 1997

### Knižní a časopisecké ilustrace
- PICK, Jiří Robert. Kladyátor. Praha: Mladá fronta, 1958
- VACHEK, Emil. Až se ucho utrhne. Praha: Československý spisovatel, 1959
- JIROTKA, Zdeněk. Saturnin. Praha: Československý spisovatel, 1959
- HOFFMEISTER Adolf (ed.) Labyrint (Výbor západních vědecko-fantastických povídek). Praha: Státní nakladatelství krásné literatury a umění, 1962
- GRIN, Alexandr. Pension. Světová literatura. 1962, roč. VII, č. 1, s. 248–255
- CHRISTIE, Agatha. Svědek pro obžalobu. Světová literatura. 1962, roč. VII, č. 2, s. 242–256
- HAMMETT, Dashiell. Muž, který stál v cestě. Světová literatura. 1962, roč. VII, č. 3, s. 245–255
- MACUMOTO, Seičó. Neštěstí. Světová literatura. 1962, roč. VII, č. 4, s. 235–256
- SIMENON, Georges. Chudáka by nikdo nevraždil. Světová literatura. 1962, roč. VII, č. 5, s. 238–256

### Obaly gramodesek
- Vítězné písně 3. ročníku soutěže Hledáme písničku pro všední den, Supraphon, 1961
- George Gershwin, Koncert F Dur pro klavír a orchestr, Supraphon 1961
- Jazz v Československu 1961, Supraphon, 1962
- Československý jazz 1962, Supraphon, 1963

### Filmografie (výtvarník)
- Klobouk ve křoví, absolventský kreslený film, VŠUP v Praze, 1957
- Atomové století (Včasný nákup paliva), barevný, kreslený reklamní film, 30 m, režie Svatopluk Pitra, 1957
- Vánoce, barevný, loutkový reklamní film, 75 m, režie Josef Kluge, 1957
- Nápad s nebes (Samoobsluha II), kreslený reklamní film, 50 m, režie Svatopluk Pitra, 1957
- Tak se to nedělá (Samoobsluha IV), kreslený reklamní film, režie Svatopluk Pitra, 1957
- Tři muži, barevný, kreslený, 172 m, režie Vladimír Lehký, 1959
- Tucet mých tatínků, barevný, kreslený, 338 m, režie Eduard Hofman1959
- Jak zaříditi byt, barevný, ploškový a loutkový, režie Břetislav Pojar, 1959
- Sláva (Komín), barevný, kreslený, 372 m, režie Břetislav Pojar, 1959
- Pštros (Pštros Jonathan), barevný, loutkový, 277 m, režie Bohuslav Šrámek, 1960
- Cecilie 470, barevný, kreslený, 254 m, režie Jan Karpaš, 1961
- Plivník dlaždiče Housky, barevný, loutkový, 571 m, režie Stanislav Látal, 1961
- Blecha, barevný, ploškový, délka 248 m, režie Bohuslav Šrámek, 1961
- Tři muži na rybách, barevný, kreslený, 150 m, režie Vladimír Lehký, 1962
- Tak na to?, barevný, kreslený, 301 m, režie Jiří Brdečka, 1963